# 7972 Маріотті
7972 Маріотті (7972 Mariotti) — астероїд головного поясу, відкритий 25 березня 1971 року.
Тіссеранів параметр щодо Юпітера — 3,172.